# Ismael Díaz
Ismael Díaz de León (Cidade do Panamá, 12 de maio de 1997) é um futebolista panamenho que atua como atacante. Atualmente defende o Universidad Católica.

## Carreira
Ismael Díaz fez parte do elenco da Seleção Panamenha de Futebol da Copa América de 2016.

## Prêmios

### Clubes
Porto B
- Segunda Liga: 2015–16
- Premier League International Cup: 2016–17

### Individual
- Chuteira de Ouro da Copa Ouro da CONCACAF: 2025
- Melhor XI da Copa Ouro da CONCACAF: 2023, 2025